# Јежевица
Јежевица је насеље у Србији у општини Чачак у Моравичком округу. Према попису из 2022. било је 1111 становника.

Овде се налази Запис Милошевића крушка (Јежевица).

## Демографија
У насељу Јежевица живи 1089 пунолетних становника, а просечна старост становништва износи 42,8 година (41,7 код мушкараца и 43,9 код жена). У насељу има 433 домаћинства, а просечан број чланова по домаћинству је 3,07.
Ово насеље је великим делом насељено Србима (према попису из 2002. године), а у последња три пописа, примећен је пад у броју становника.
Село Јежевица је родно место мајке познатог хрватског фудбалера Роберта Просинечког, иначе Србина по мајци из фамилије Ђоковић.
|  |

| Демографија | Демографија | Демографија |
| Година      | Становника  | Становника  |
| ----------- | ----------- | ----------- |
| 1948.       | 1.373       |             |
| 1953.       | 1.436       |             |
| 1961.       | 1.382       |             |
| 1971.       | 1.479       |             |
| 1981.       | 1.432       |             |
| 1991.       | 1.388       | 1.349       |
| 2002.       | 1.330       | 1.362       |
| 2011.       | 1.278       |             |

| Етнички састав према попису из 2002.‍ | Етнички састав према попису из 2002.‍ | Етнички састав према попису из 2002.‍ | Етнички састав према попису из 2002.‍ | Етнички састав према попису из 2002.‍ |
| ------------------------------------ | ------------------------------------ | ------------------------------------ | ------------------------------------ | ------------------------------------ |
|                                      |                                      |                                      |                                      |                                      |
| Срби                                 | Срби                                 |                                      | 1.309                                | 98,42%                               |
| Црногорци                            | Црногорци                            |                                      | 5                                    | 0,37%                                |
| Хрвати                               | Хрвати                               |                                      | 1                                    | 0,07%                                |
| непознато                            | непознато                            |                                      | 15                                   | 1,12%                                |

| Година пописа     | 1948. | 1953. | 1961. | 1971. | 1981. | 1991. | 2002. |
| ----------------- | ----- | ----- | ----- | ----- | ----- | ----- | ----- |
| Број домаћинстава | 275   | 297   | 355   | 419   | 428   | 431   | 433   |

| Број чланова      | 1  | 2   | 3  | 4  | 5  | 6  | 7  | 8 | 9 | 10 и више | Просек |
| ----------------- | -- | --- | -- | -- | -- | -- | -- | - | - | --------- | ------ |
| Број домаћинстава | 80 | 132 | 58 | 81 | 37 | 24 | 16 | 2 | 1 | 2         | 3,07   |

| Пол    | Укупно | Неожењен/Неудата | Ожењен/Удата | Удовац/Удовица | Разведен/Разведена | Непознато |
| ------ | ------ | ---------------- | ------------ | -------------- | ------------------ | --------- |
| Мушки  | 558    | 138              | 370          | 35             | 10                 | 5         |
| Женски | 578    | 78               | 373          | 108            | 16                 | 3         |
| УКУПНО | 1.136  | 216              | 743          | 143            | 26                 | 8         |

| Пол    | Укупно                    | Пољопривреда, лов и шумарство | Рибарство                            | Вађење руде и камена | Прерађивачка индустрија       |
| ------ | ------------------------- | ----------------------------- | ------------------------------------ | -------------------- | ----------------------------- |
| Мушки  | 268                       | 106                           | 0                                    | 2                    | 93                            |
| Женски | 204                       | 96                            | 0                                    | 0                    | 30                            |
| УКУПНО | 472                       | 202                           | 0                                    | 2                    | 123                           |
| Пол    | Производња и снабдевање   | Грађевинарство                | Трговина                             | Хотели и ресторани   | Саобраћај, складиштење и везе |
| Мушки  | 2                         | 12                            | 18                                   | 7                    | 13                            |
| Женски | 1                         | 2                             | 15                                   | 7                    | 4                             |
| УКУПНО | 3                         | 14                            | 33                                   | 14                   | 17                            |
| Пол    | Финансијско посредовање   | Некретнине                    | Државна управа и одбрана             | Образовање           | Здравствени и социјални рад   |
| Мушки  | 0                         | 2                             | 3                                    | 4                    | 1                             |
| Женски | 2                         | 1                             | 3                                    | 13                   | 25                            |
| УКУПНО | 2                         | 3                             | 6                                    | 17                   | 26                            |
| Пол    | Остале услужне активности | Приватна домаћинства          | Екстериторијалне организације и тела | Непознато            | Непознато                     |
| Мушки  | 2                         | 0                             | 0                                    | 3                    | 3                             |
| Женски | 1                         | 0                             | 0                                    | 4                    | 4                             |
| УКУПНО | 3                         | 0                             | 0                                    | 7                    | 7                             |